# Helicogloea
Гелікоглоя (Helicogloea) — рід грибів родини Phleogenaceae. Назва вперше опублікована 1892 року.
Гриби цього роду мають широкороспростерті, порівняно тонкі плодові тіла, причому в межах роду спостерігається перехід від сухої консистенції (Helicogloea farinacea) до драглистої (Helicogloea lagerheimii). Обидва гриба ростуть на нижньому боці повалених гниючих стовбурів і дуже схожі на кортіцієві гриби.